# Ховербайк
Ховербайк или ховерцикл (англ. hoverbike или hovercycle) — личное транспортное средство, которое может летать и зависать в воздухе, напоминая летающий мотоцикл, имея по крайней мере две двигательные части — одну перед водителем и одну позади него.

## История
Оригинальная идея такого транспортного средства пришла из фантастических фильмов. Они хорошо известны любителям научной фантастики, особенно после стремительных погонь на лесистом спутнике Эндора в фильме «Звёздные войны: Возвращение джедая». В фильмах ховербайк, иногда называемый спидербайком, поднимается в воздух и левитирует на некотором расстоянии от земли с помощью технологии антигравитации.
Начиная с 2014 года, Malloy Aeronautics занимается разработкой ховербайка и экспериментирует с подъёмной силой квадрокоптера. В 2015 году компания объявила о сотрудничестве с Министерством обороны США на Парижском авиасалоне.
В апреле 2016 года британский изобретатель Колин Фёрз объявил, что создал ховербайк с использованием двух парамоторов.

## Разработки
Дизайн ховербайка Aero-X, рассчитанного на двух человек, во многом соответствует «воздушным джипам», разработанным в 1950-х годах. К ним относятся Piasecki VZ-8, Curtiss-Wright VZ-7, Chrysler VZ-6 и текущий Urban Aeronautics AirMule (X-Hawk).
Hoversurf Scorpion 3 — ховербайк, выпущенный в 2017 году, широко используется полицией Дубая.
The A.L.I. Technologies XTurismo поступил в продажу в Японии с 2021 года, а в США в 2022 году по цене около 680 000 фунтов стерлингов. В большинстве стран, кроме Японии, для вождения этого транспортного средства требуется лицензия пилота. Всего планируется выпустить 200 экземпляров, а на 2025 год запланирована версия меньшего размера по гораздо более низкой цене.